# موتور جستجو (پردازش)
موتور جستجو یا جویشگر، در فرهنگ رایانه، به طور عمومی به برنامه‌ای گفته می‌شود که کلمات کلیدی را در یک سند یا بانک اطلاعاتی جستجو می‌کند. در اینترنت به برنامه‌ای گفته می‌شود که کلمات کلیدی موجود در فایل‌ها و سندهای وب جهانی، گروه‌های خبری، منوهای گوفر و آرشیوهای FTP را جستجو می‌کند. جویشگرهای زیادی وجود دارند که امروزه از معروفترین و پراستفاده‌ترین آنها می‌توان به google و یاهو! جستجو اشاره کرد.